# Jacob Patrick
Jacob Patrick (* 21. November 2003) ist ein deutscher Basketballspieler.

## Laufbahn
Patrick, Sohn des US-amerikanischen Basketballtrainers John Patrick, spielte in der Jugend des ASC 1864 Göttingen, der BG 74 Göttingen und dann bei der BSG Ludwigsburg.
Im Juni 2020 gab er im Rahmen des Saisonschlussturniers gegen den SC Rasta Vechta unter seinem Vater John Patrick als Trainer seinen Einstand in der Basketball-Bundesliga. Zum Zeitpunkt seines Bundesliga-Debüts war Patrick der viertjüngste Spieler, der jemals in einer Partie der höchsten deutschen Spielklasse auf dem Feld stand. Sein Bruder Johannes bestritt in diesem Spiel seinen zweiten Bundesliga-Einsatz. Seine ersten Bundesliga-Punkte verbuchte Jacob Patrick im folgenden Spiel gegen Frankfurt und wurde im Alter von 16 Jahren, sechs Monaten und 19 Tagen der jüngste Spieler, der in einem Bundesliga-Spiel (seit Beginn der digitalen Datenerfassung) einen Korb erzielte. Er zog mit Ludwigsburg kurz darauf ins Finale um die deutsche Meisterschaft ein, verlor Hin- und Rückspiel aber gegen Berlin. In der Saison 2021/22 gewann er mit Ludwigsburg in der Champions League die Bronzemedaille.
Im Juni 2023 gab er seinen Entschluss bekannt, an die Virginia Commonwealth University in die Vereinigten Staaten zu wechseln. Diese Entscheidung machte er kurz nach seiner Ankunft an der Hochschule rückgängig und unterschrieb in Ludwigsburg einen Profivertrag. Nach zwei weiteren Jahren in Ludwigsburg entschloss sich Patrick erneut, ins Heimatland seines Vaters zu wechseln. Zunächst wurde eine Zusage für die Loyola University Chicago vermeldet, er ging zur Saison 2025/26 dann aber an die University of Utah.

### Nationalmannschaft
Im Sommer 2019 nahm Patrick mit der deutschen U16-Nationalmannschaft an der Europameisterschaft dieser Altersklasse teil und erzielte im Turnierverlauf 9,9 Punkte je Begegnung. Mitte November 2022 gab er im WM-Qualifikationsspiel gegen Slowenien seinen Einstand in der deutschen Herrennationalmannschaft. Im Juni 2024 wurde Patrick gemeinsam mit seinem Bruder Johannes in die deutsche A2-Nationalmannschaft berufen.

## Statistiken

### Basketball-Bundesliga

#### Hauptrunde
| Saison  | Team        | GP | GS | MPG   | FG % | 3P % | FT % | RPG | APG | SPG | BPG | PPG |
| ------- | ----------- | -- | -- | ----- | ---- | ---- | ---- | --- | --- | --- | --- | --- |
| 2020–21 | Ludwigsburg | 24 | 0  | 08.30 | .304 | .300 | 0    | 0.7 | 0.3 | 0.3 | .1  | 1.9 |
| 2021–22 | Ludwigsburg | 25 | 0  | 12.28 | .284 | .271 | .773 | 1.3 | .4  | .7  | .1  | 4.8 |
| 2022–23 | Ludwigsburg | 31 | 0  | 13:15 | .420 | .400 | .957 | 1.1 | .3  | .6  | .0  | 5.9 |

Quelle: 

#### Play-offs
| Saison  | Team        | GP | GS | MPG   | FG % | 3P % | FT % | RPG | APG | SPG | BPG | PPG |
| ------- | ----------- | -- | -- | ----- | ---- | ---- | ---- | --- | --- | --- | --- | --- |
| 2020–21 | Ludwigsburg | 8  | 0  | 08.20 | .308 | .333 | 1    | 0.8 | 0.4 | 0.3 | 0   | 1.5 |
| 2021–22 | Ludwigsburg | 5  | 0  | 06:47 | .000 | .000 | 1    | 0.4 | 0.4 | 0.0 | 0   | 0.4 |
| 2022–23 | Ludwigsburg | 6  | 0  | 14:04 | .231 | .235 | 1    | 0.7 | 0.7 | 0.2 | 0   | 3.2 |

Quelle: 